# Celei, Gorj
Celei este un sat ce aparține orașului Tismana din județul Gorj, Oltenia, România. Este situat la poalele muntilor Vâlcan in depresiunea Tismana.
 Acest articol despre o localitate din județul Gorj este deocamdată un ciot. Puteți ajuta Wikipedia prin completarea lui.